# 沃尔特·艾萨克森
沃尔特·艾萨克森（英語：Walter Isaacson，1952年5月20日—）是美国的一位作家和记者，现执教于杜兰大学历史系。艾萨克森曾任阿斯彭研究所，一家设立于华盛顿特区的无党派非盈利智库的总裁、CNN的主席和首席执行官以及《时代杂志》的执行编辑。作为一名传记作家，艾萨克森曾为列奥纳多·达·芬奇、史蒂夫·乔布斯、本杰明·富兰克林、阿尔伯特·爱因斯坦和亨利·基辛格撰写传记。

## 职业生涯

### 传媒业
艾萨克森的记者生涯始于伦敦的《星期日泰晤士报》。而后他回到新奥尔良，供职于当地的《皮卡尤恩时报》。1978年，艾萨克森加入《时代杂志》，先后任杂志社的政治记者、国内编辑和新媒体编辑等职务。1996年，艾萨克森成为《时代杂志》的第14任主编。

### 写作
获得乔布斯本人授权的传记《史蒂夫·乔布斯传》在乔布斯逝世几周后，于2011年10月24日由西蒙与舒斯特出版社出版发行。《乔布斯传》出版后一时洛阳纸贵，打破了传记类书籍的销售纪录。全书基于艾萨克森与乔布斯本人在两年多时间里进行的四十余次访谈以及与乔布斯的好友、家庭成员以及业界的竞争对手的对话。
2014年10月，艾萨克森出版《创新者：一群技术狂人和鬼才程序员如何改变世界》一书，探讨数字革命中尖端技术创新的历史，着重于计算机和互联网的并行发展。这本书也登上了《纽约时报》畅销书榜。
2017年10月17日，艾萨克森撰写的《列奥纳多·达·芬奇传》出版，并获得了舆论的积极评价。派拉蒙影业在与环球影业的争夺中购得了这本传记的电影改编权。派拉蒙影业和莱昂纳多·迪卡普里奥创办的制片公司亞壁古道影業达成协议，莱昂纳多·迪卡普里奥将主演这部影片。派拉蒙也已指定曾经参与过等电影的编剧约翰·罗根为这部电影的编剧。

### 政界
早在2005年10月，路易斯安那州州长凯瑟琳·布兰科任命了艾萨克森为监督卡特里娜风灾后重建开支的路易斯安那复兴署的副主席。2007年12月，美国总统乔治·W·布什任命艾萨克森为美国-巴勒斯坦合作委员会的主席，该委员会旨在帮助巴勒斯坦地区创造经济和教育机会。
2009年，美国总统贝拉克·奥巴马任命艾萨克森为美国广播理事会主席，该机构负责监督美国之音、自由欧洲电台等美国政府宣传机构。

## 荣誉
《时代杂志》曾将艾萨克森列入2012年最具影响力一百人榜单。艾萨克森是英国皇家文艺学会的院士，并获得了学院2013年度的本杰明·富兰克林奖章。他同时也是美国文理科学院、美国哲学会的成员以及牛津大学彭布罗克学院的荣誉院士。
2014年，美国人文科学基金会将艾萨克森入选“杰斐逊讲座”，这是美国政府对人文科学成就的最高荣誉。艾萨克森讲座的标题为《人文与科技的十字路口》。
艾萨克森还获得过塔夫茨大学、威廉與瑪麗學院、瑞士富兰克林大学、南卡羅來納大學、纽约市立大学亨特学院、波莫纳学院、理海大学、杜克大学和科罗拉多山学院授予的荣誉学位，科罗拉多山学院的媒体和传播学院也以艾萨克森的名字命名。

## 出版作品
- 美国世纪缔造者：六个朋友与他们建构的世界秩序（英语：The Wise Men (book)）（The Wise Men: Six Friends and the World They Made, 1986, Simon & Schuster, ISBN 978-1451683226）-与埃文·托马斯（英语：Evan Thomas）合著
- 基辛格传（Kissinger: A Biography, 1992, Simon & Schuster, ISBN 978-0671663230）
- 本杰明·富兰克林传（ Benjamin Franklin: An American Life, 2003, Simon & Schuster, ISBN 978-0684807614）[19][20]
- 爱因斯坦传（Einstein: His Life and Universe, 2007, Simon & Schuster, ISBN 978-0743264747）[21][22]
- American Sketches（2009, Simon & Schuster, ISBN 978-1439183441）
- 史蒂夫·乔布斯传（Steve Jobs, 2011, Simon & Schuster, ISBN 978-1451648539）
- 创新者：一群技术狂人和鬼才程序员如何改变世界（英语：The Innovators (book)）（The Innovators: How a Group of Inventors, Hackers, Geniuses, and Geeks Created the Digital Revolution, 2014, Simon & Schuster, ISBN 978-1476708690）
- （Leonardo Da Vinci, 2017, Simon & Schuster, ISBN 978-1501139154）[23]
- 馬斯克傳（英语：Elon Musk (Isaacson book)）（Elon Musk, 2023, Simon & Schuster, ISBN 978-1-982181-28-4）